# (88) Thisbé
Pour les articles homonymes, voir Thisbé.
(88) Thisbé (désignation internationale (88) Thisbe) est un gros astéroïde de la ceinture principale découvert par Christian Peters le 15 juin 1866.

## Nom
Il fut nommé en hommage à Thisbé, figure de la littérature classique. Pyrame et Thisbé sont deux amants dont l'union est interdite par leurs parents respectifs et dont la vie se termine en double suicide. Les deux amants sont finalement unis dans la ceinture d'astéroïdes, voir (14871) Pyrame.

## Caractéristiques
Lors de l'occultation d'une étoile par Thisbé observée le 7 octobre 1981, son diamètre a pu être réestimé à la hausse, à 232 km.
En 2000, Thisbé a été observé au radar par l'observatoire d'Arecibo. Le retour de signal correspond à un diamètre effectif de 207 ± 22 km, confirmant les dimensions de l'astéroïde calculées par d'autres moyens.
Les observations photométriques de 1977 de cet astéroïde ont donné une courbe de lumière d'une période de 6,0422 ± 0,006 heures et une variation de luminosité de 0,19 de magnitude.
Thisbé a été perturbé par l'astéroïde (7) Iris et Michalak a pu estimer en 2001 sa masse à 1,5  × 1019 kg. Mais Iris est lui-même fortement perturbé par de nombreuses autres planètes mineures telles que (10) Hygie et (15) Eunomie.
En 2008, Baer a estimé la masse de Thisbé à 1,05  × 1019 kg. En 2011 Baer a révisé son estimation à 1,83  × 1019 kg avec une incertitude de 1,09  × 1018 kg.

## Compléments